# Òpiter
Òpiter (en llatí Opiter) va ser un nom romà que es donava generalment a persones que havien nascut després de la mort del pare (pòstum) però quan encara vivia l'avi.
Algun Òpiter destacat apareix entre la gens Virgínia.